# MÁV 499
Az MÁV-SSz HEGEN egy  keskenynyomtávú szertartályos gőzmozdonysorozat volt a Segesvár–Szentágotai Vasútnál.
A MÁV 1899-ben az általa szabványszerződéssel kezelt Segesvár–Szentágotai Vasút részére egy 760 mm–es nyomtávú szertartályos mozdonyt vásárolt a Bécsújhelyi Mozdonygyártól. A mozdony a HEGEN nevet és a 4 pályaszámokat kapták. A Segesvár–Szentágotai Vasút az újonnan átadott vasútvonalak miatt Nagyszeben–Segesvári HÉV-vé (MÁV NsS) alakult át 1910-ben, ez azonban a mozdony megjelölését nem változtatta meg. A mozdony az 1911. évi MÁV-mozdonyátszámozás során a 499 sorozatjelet és a 001 folyószámot, azaz a 499,001 pályaszámot kapta.
A MÁV 499 sorozat egy keskenynyomtávú szertartályosgőzmozdony-sorozat volt a MÁV-nál.
A 499 sorozatba utóbb még két másik gyártó gépeit sorolták be. A 499,101-103 pályaszámúak BMAG gyártásúak voltak és eredetileg a Szatmár-Bikszádi HÉV mozdonyai voltak, melyek a második világháború idején voltak MÁV üzemeltetésben. A 499,201-203 és 499,253 pályaszámú gépek a Krauss linzi mozdonygyárában készültek és 1941-ben kerültek MÁV üzemeltetésbe. Közülük a 499,201 1963-ban lett selejtezve Sárospatakon. A többiek háborút követő sorsa ismeretlen.